# Gavar (cidade)
Gavar (em armênio: Գավառ, Gavaṙ) é uma cidade e capital da província de Guelarcunique, na Armênia. De acordo com o censo de 2011, havia 20 765 habitantes.